# Ploski
Ploski est un village de Pologne, situé dans la gmina de Bielsk Podlaski, dans le Po de Bielsk Podlaski, dans la voïvodie de Podlachie.

## Source
- (en) Cet article est partiellement ou en totalité issu de l’article de Wikipédia en anglais intitulé « Ploski » (voir la liste des auteurs).